# 多明尼加軍事

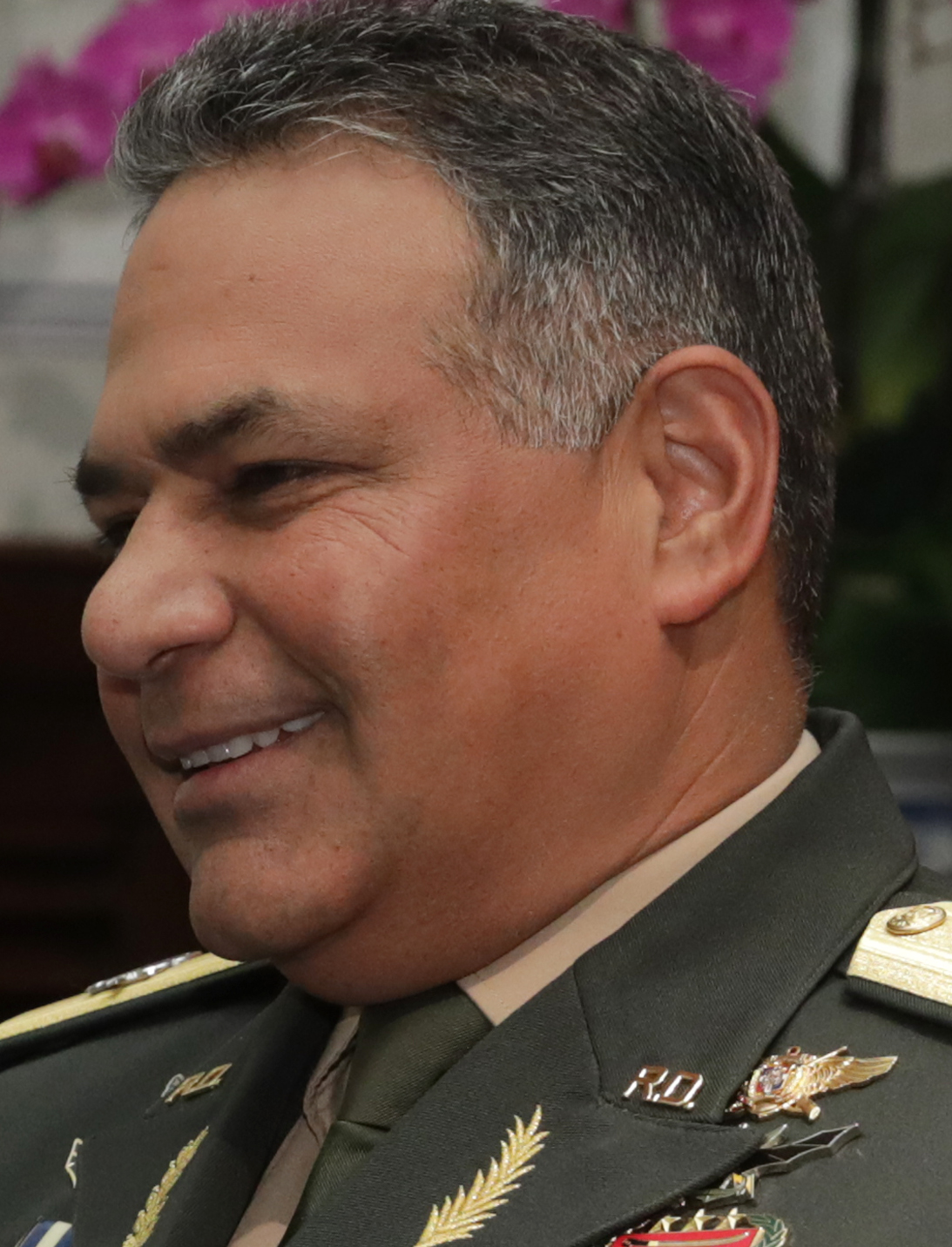
國防部長Rúben Darío Paulino Sem

多明尼加共和國軍事部隊（Military of the Dominican Republic）是由陸海空三軍組成的多明尼加共和國武裝部隊。軍事費大概是其2009年GDP的0.7％，總統是多米尼加共和國武裝部隊的總司令，國防部是武裝部隊的主要管理機構，多米尼加共和國武裝部隊的主要任務是保衛國家和保護國家的領土完整。
陸軍擁有28,750名現役人員，由6個步兵旅、一個空中騎兵中隊和一個戰鬥勤務支援旅組成。空軍有兩個主要基地，一個在聖多明各附近的南部地區，一個在該國北部地區，空軍擁有大約 40 架飛機，包括直升機。海軍維護著三艘由美國捐贈的老化船隻、大約25艘巡邏艇和攔截艇以及兩架直升機。
三個分支的成員組成了一個反恐小組。該小組在反恐任務方面受過高度訓練。武裝部隊全面參與打擊非法毒品貿易的工作，為此，有一個名為DEPROSER 24/7 (DEfender, PROteger y SERvir)的工作組。他們還積極努力控制從海地到多米尼加共和國和從多米尼加共和國到美國的違禁品和非法移民（通過非法運輸移民到波多黎各）。

## 概況
導致1916年美國軍事干預的事件導致多米尼加共和國軍事結構的任何遺跡消失，干預部隊建立了一個由威廉·納普上尉領導的軍政府，他組建了一支名為“警察”的臨時警察部隊“相當於一支‘武裝警察部隊’作為一個軍事單位”，他的任務是維護內部秩序，執行美國政府的執行規定。這個機構，純粹的警察職能在1917年消失，導致了國民警衛隊的成立。由於我們最近發生的這一歷史性事件，該國繼承了類似於美國海軍陸戰隊結構的等級和組織結構，該結構為後來產生了我們今天所知的武裝部隊的轉型提供了平台，由三個組成部分，陸地一個，一個海軍和一個空軍。
這個陸地部分，現在稱為國民軍，由美國占領軍組織的國民警衛隊的組織結構繼承，該組織結構從1917年4月7日到1921年6月，根據第631號行政命令成為多米尼加國家警察托馬斯·斯諾登海軍少將，當時他是聖多明各的軍事長官。 1924 年美國軍事佔領後，霍拉西奧·巴斯克斯在同年的總統選舉中獲勝。在他的第一個決定中，下令改變國家大隊的多米尼加國家警察，這種情況一直持續到1928年5月17日，當新的轉折根據第 928 號法律改變軍隊的名稱時，但基本上繼承了一個結構警察，誰服從當時國家要求實施公共秩序的計劃，而不是軍隊的典型角色。
由於其特點和使命，組織結構需要遍布全國，這是通過在全國不同地區設立哨所和分隊以及在一些省份建立連隊規模的單位來實現的，其中許多單位至今仍保留在陸軍中.多年來，根據特魯希略總統1936年3月2日第1523號法令創建的現有國家警察，許多這些單位、哨所和分遣隊成為其中的一部分，完全適應其結構，因為這些基本上是為了發揮警務作用。國民警衛隊對多米尼加社會的影響是如此之大，尤其是在農村人口中，即使在今天，許多多米尼加人也經常將武裝部隊和軍隊的獨特方式稱為“警衛隊”。
與此同時，海軍自成立以來一直堅持所產生的原則，自成立以來僅更改了兩次名稱，但逐漸演變為為軍事目的而創建的機構，能夠登陸和配備武器的船隻面對可能的海上入侵，主要負責執行有關航行、貿易和漁業以及國際條約的規定
與此同時，多明尼加空軍於1948年在拉斐爾·特魯希略·莫利納委員長的領導下作為一個獨立的組成部分出現，具有創新和現代主義的特點，為武裝部隊提供了機動性、多功能性和深度，並在以下方面進行了補充幾年將變成：在加勒比環境中投射軍事力量的軍事能力。這支空軍部隊的情況在上世紀50年代達到高潮後發生了重大變化，當時它是該地區裝備最好的空軍之一，這是由於長期軍事獨裁的戰略方針，它努力留下來掌權，他在這個組成部分中看到了反對任何入侵或顛覆獨裁統治的支柱之一。

## 部隊

### 多米尼加共和国陆军
多米尼加軍隊成立於1844年，其基本力量集中在步兵，總體上可以說是裝備精良的戰鬥步槍和士兵作戰裝備。 車輛（運輸車和裝甲車）以及正在服役的火砲和反坦克炮。 目前，坦克和現代裝甲系統已包括在內。

### 多米尼加共和國海軍
多米尼加海軍成立於1844年，在海地佔領該島東部25年後，國家獨立時也有15,000名士兵。 它維持著大約34艘船隻的運營，主要是海岸警衛隊、巡邏艇和小型快艇。 它還經營挖泥船、拖船和高空巡邏艇。 海軍有一個小型空中機體組成的直升機公用事業貝爾OH-58奇奧瓦偵察直升機。
海軍有兩個主要基地，一個位於多米尼加首都聖多明各港，名為“Naval Base 27 de Febrero”，另一個位於佩拉維亞省的卡尔德拉湾，稱為南部的Las Calderas海軍基地。它還在該國的商業港口、港口司令部設有辦事處，並分為三個海軍區域，這些區域依次設有哨所和海軍分遣隊。

### 多米尼加共和國空軍
多米尼加空軍成立於1948年，擁有20,000人。 它有兩個主要基地：位於首都聖多明各附近該國中南部地區的聖伊西德羅基地區； 另一個在共和國北部靠近普拉塔港市的格雷戈里奧盧佩龍國際機場的民用設施中共同運營。 在2009年8月之前，正在研究從該國西南部的巴拉奧納市和最東部的蓬塔卡納機場開始軍事行動的可能性。
它使以下固定翼飛機保持運行：8 架EMB-314超級巨嘴鳥螺旋漿攻擊機，3架C-212运输机運輸機； 6架T-35B飛行員培訓； 以及貝爾206、貝爾UH-1易洛魁、貝爾OH-58 Kiowa、歐直多芬、OH-6 Cayuse和西科斯基 S-300等約25架直升機。

## 特種部隊
特種安全部隊是隸屬於國防部的軍事安全機構，由專門從事不同職能領域的軍事和文職人員組成。 總體而言，他們的職責是支持國家機構，在和平與戰爭中捍衛國家利益，並作為武裝部隊和國家警察的力量倍增器。
- 多米尼加武裝部隊反恐司令部

- 國家調查局 (DNI)

- 機場安全和民航專業機構 (CESAC)

- 大都會安全專業機構 (CESMET)
- 國家環境保護局 (SENPA)
- 旅遊安全專業團（CESTUR）
- 燃料控制專業兵團（CECCOM）
- 特遣隊 Ciudad Tranquila (FT-CIUTRAN)
- 專業港口保安隊（CESEP）
- 專業邊境安全部隊 (CESFRON)

## 外部連結
- 多明尼加空軍（页面存档备份，存于）
- 多明尼加海軍 （页面存档备份，存于）